# Ford Edge
Der Ford Edge ist ein SUV von Ford, das im Januar 2006 auf der North American International Auto Show der Öffentlichkeit vorgestellt wurde. Die Produktion des Edge begann im Oktober 2006. Die zweite Generation wurde im Gegensatz zur ersten auch in Europa verkauft.
Ausschließlich in China vermarktet wird der fünf Meter lange Ford Edge L.

## 1. Generation
Der Ford Edge baut auf der Plattform der vorhergegangenen Modellgeneration des Mazda6 und teilt sich Komponenten mit dem Lincoln MKX. Der Ford Edge und der Lincoln MKX waren auch die ersten Modelle, bei denen ein neuer 3,5-l-V6-Ottomotor mit 197 kW (269 PS) Verwendung fand.
Das Fahrzeug ist mit einem Sechsgang-Automatikgetriebe ausgestattet und liegt im Verbrauch bei ca. 10 Liter Normalbenzin auf 100 km, gemessen nach US-amerikanischer Norm. Das maximale Drehmoment von 338 Nm wird bei 4800/min erreicht. Der Edge ist wahlweise mit Front- oder mit Allradantrieb ausgerüstet. Die Fahrzeuge des ersten Modelljahres waren in den Ausstattungsvarianten SE, SEL und SEL Plus erhältlich. Später wurde die oberste Ausstattungslinie in Limited umbenannt. Im Modelljahr 2009 wurde die Variante Sport hinzugefügt.
Der Edge (interne Bezeichnung U387) wird in Oakville (Ontario) hergestellt. Hauptvertriebsgebiete sind USA und Kanada, weiterhin wird er auch in Israel und Brasilien angeboten. Ein Vertrieb auf dem europäischen Markt wurde im September 2012 im Go-Further-Webcast angekündigt. Vergleichbare Fahrzeuge anderer Hersteller sind etwa der Nissan Murano.
In den Filmen Ein Quantum Trost und Knight Rider (2008) wurden in Kooperation mit Ford neben anderen Fahrzeugen des Konzerns mehrere Exemplare des Typ Edge platziert (Produktplatzierung).

### Modellpflege
Für das Modelljahr 2011 erhielt der Ford Edge im Sommer 2010 eine neue Frontpartie, welche sich an das Design des Ford Fusion anlehnt. Zudem wurden am Heck die Lampen neu gezeichnet und das Interieur wurde überarbeitet; dabei war der Ford Edge das erste Fahrzeug, welches optional mit Fords neuem „MyFord Touch“ genannten Infotainmentsystem ausgerüstet werden konnte (optional für SEL, serienmäßig für Limited und Sport).
Mit der Modellpflege wurden auch die Motoren überarbeitet. Die Leistung des serienmäßigen 3,5-Liter-V6-Motors wurde auf 210 kW (286 PS) angehoben, als Option für Edge SE, SEL und Limited ist nun ein turboaufgeladener 2,0-Liter-Ecoboost-4-Zylinder-Motor mit 177 kW (240 PS) erhältlich.
Der 3,7-Liter-V6-Motor des Edge Sport stammt aus dem Ford Mustang und leistet 227 kW (309 PS).

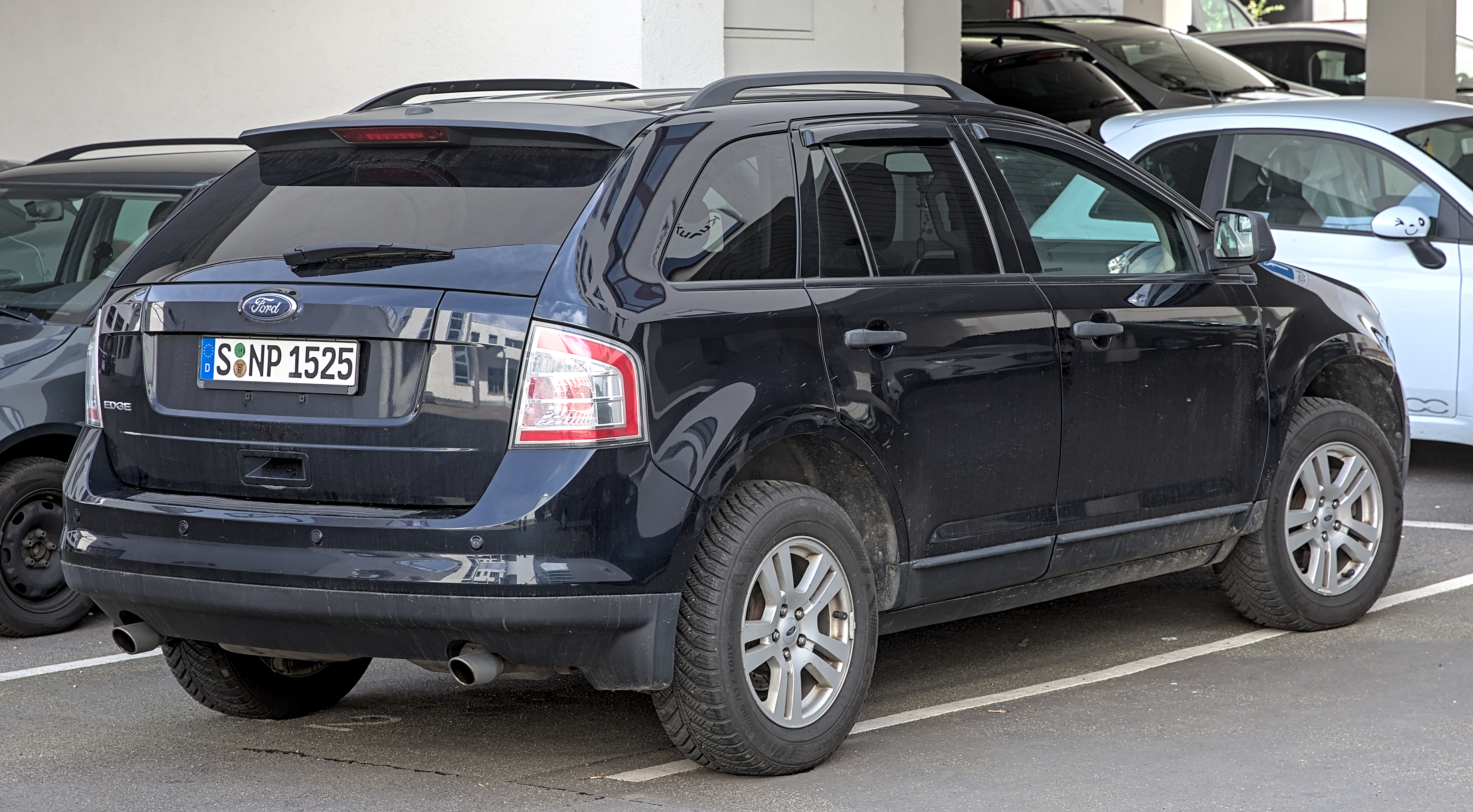
Heckansicht
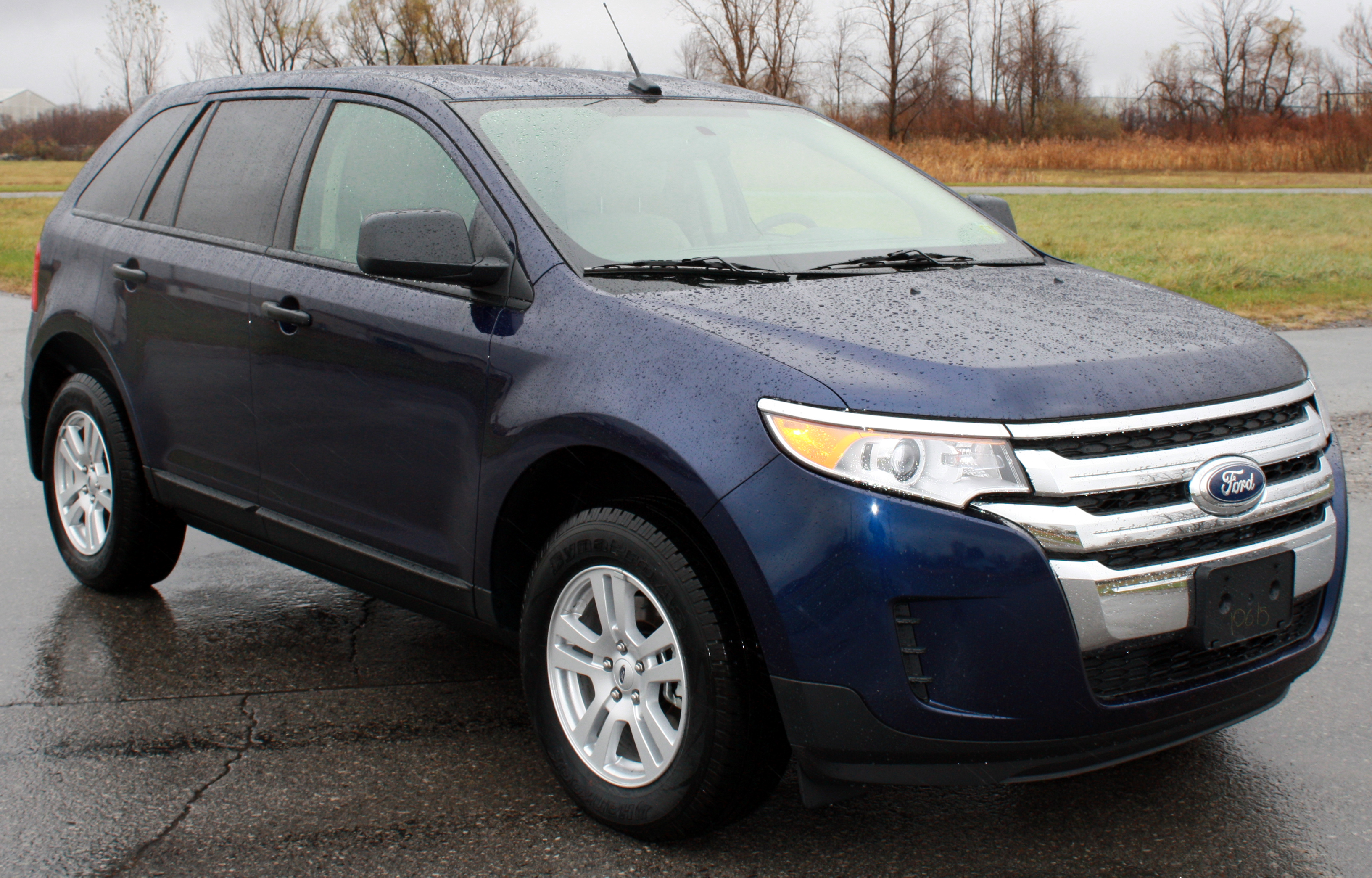
Ford Edge (2010–2015)

### Ausstattungsvarianten
Der Ford Edge war auch nach der Modellpflege in vier Ausstattungslinien bestellbar, SE, SEL, Limited und Sport.
Der Edge SE verfügt über eine Stoffinnenausstattung, Reifendruckverlustwarnung, manuelle Klimaanlage, CD-Radio und 17"-Aluminiumfelgen.
Die Variante SEL ergänzt den SE um einen elektrisch verstellbaren Fahrersitz, 18"-Aluminiumfelgen, Satellitenradioempfänger, Zweizonenklimaautomatik, Lederlenkrad, sowie eine Einparkhilfe im Heckbereich.
Der Limited stellt die luxuriöseste Ausstattungslinie dar und umfasst zusätzlich zum SEL 10-fach elektrisch verstellbare Ledersitze mit Memoryfunktion und Sitzheizung, Sony-Audiosystem mit 12 Lautsprechern, 390 W und HD-Radio, MyFord Touch mit 8"-Farbtouchscreen und erweitertem Bordcomputer, USB-Anschluss, Rückfahrkamera, sowie 18"-Aluminiumfelgen im Chromoptik.
Optional erhältlich sind Xenonscheinwerfer, Abstandsregeltempomat, Totwinkelwarner (BLIS), schlüsselloses Zugangssystem und ein Panoramaschiebedach.
Die Sport-Ausstattung basiert auf dem SEL und verfügt über einen leistungsstärkeren 3,7-Liter-V6-Motor aus dem Ford Mustang, polierte 22"-Aluminiumfelgen mit schwarzen Zierelementen, spezielle schwarz-graue elektrisch verstellbare Ledersitze mit Beheizung, „MyFord Touch“-Infotainmentsystem, Sony-Audiosystem, sowie eine Rückfahrkamera.

## 2. Generation
| Sterne im Euro-NCAP-Crashtest (2016) | 5 Sterne im Euro-NCAP-Crashtest |

Die zweite Generation des Ford Edge wurde ab Frühsommer 2016 auch in Europa angeboten, wo sie über dem Ford Kuga platziert war. In Deutschland war der Edge ausschließlich mit Dieselmotoren erhältlich. In Amerika debütierte er bereits 2015, dort standen hingegen nur Ottomotoren zur Wahl.
Auf der Detroit Motor Show im Januar 2018 präsentierte Ford eine überarbeitete Version des Edge und eine 250 kW (340 PS) starke ST-Variante. Während das Facelift ab August 2018 auch in Deutschland erhältlich war, blieb die ST-Variante dem nordamerikanischen Markt vorbehalten. Zum Modelljahr 2021 beendete Ford den Verkauf in Europa.

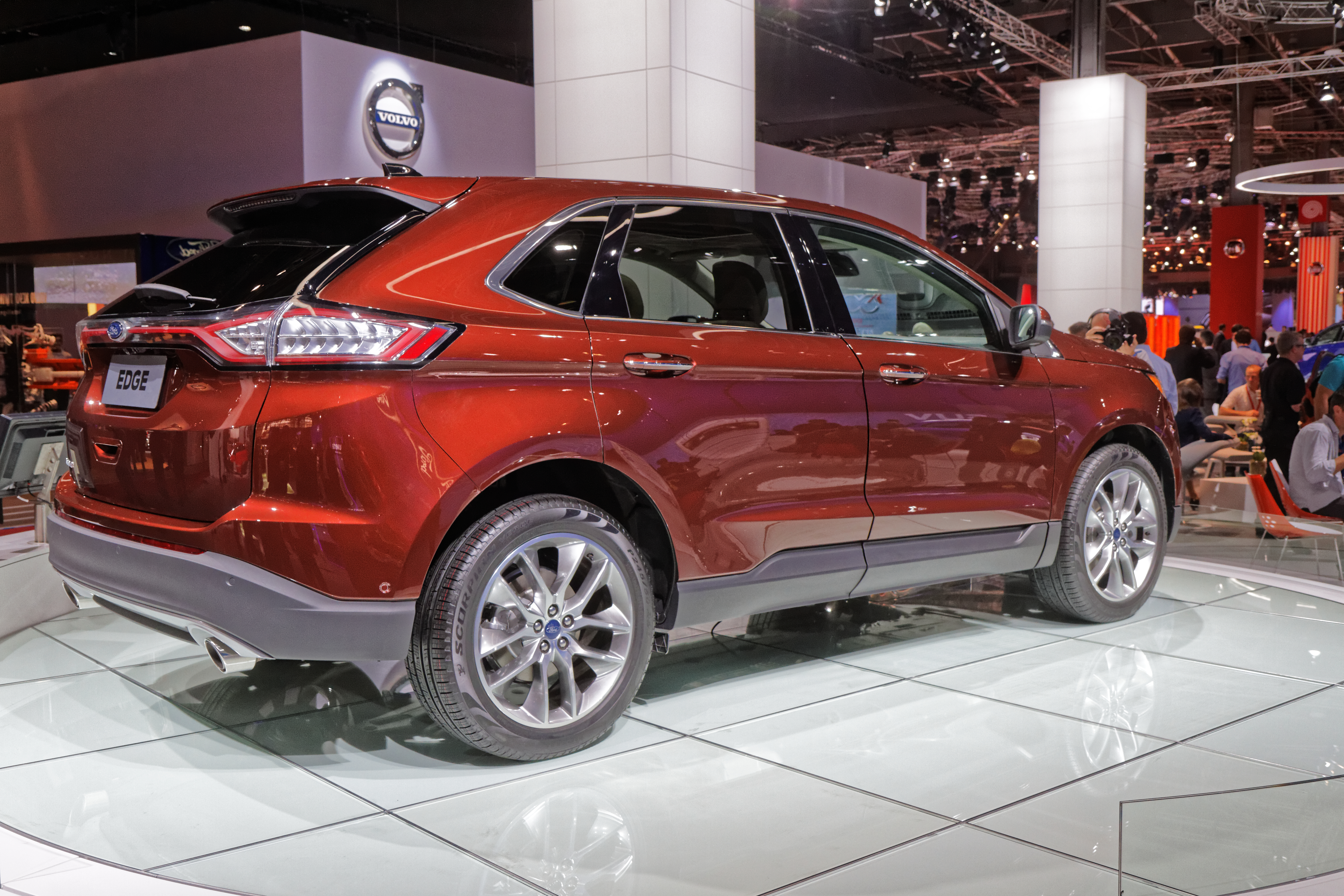
Heckansicht
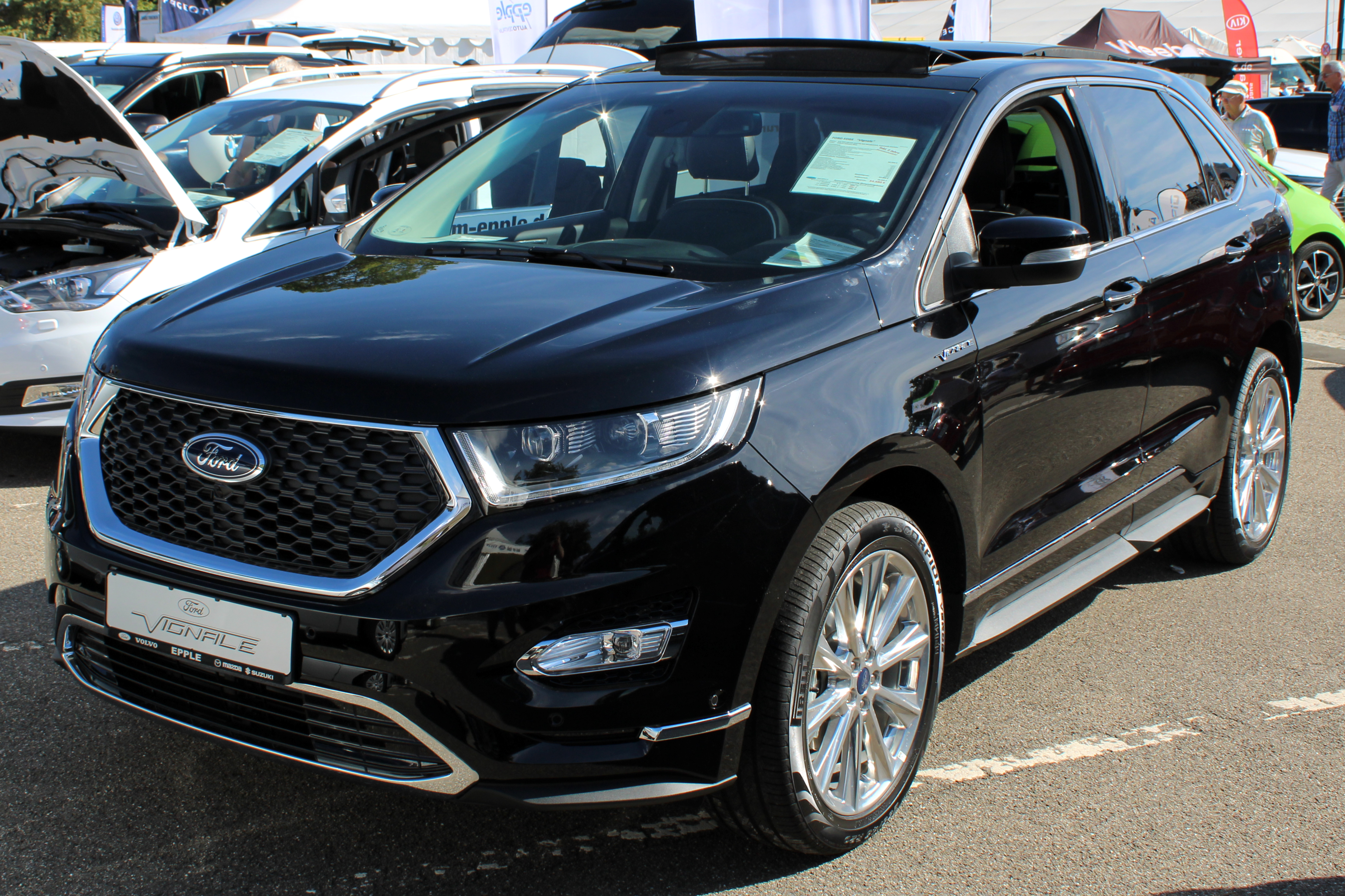
Ford Edge Vignale
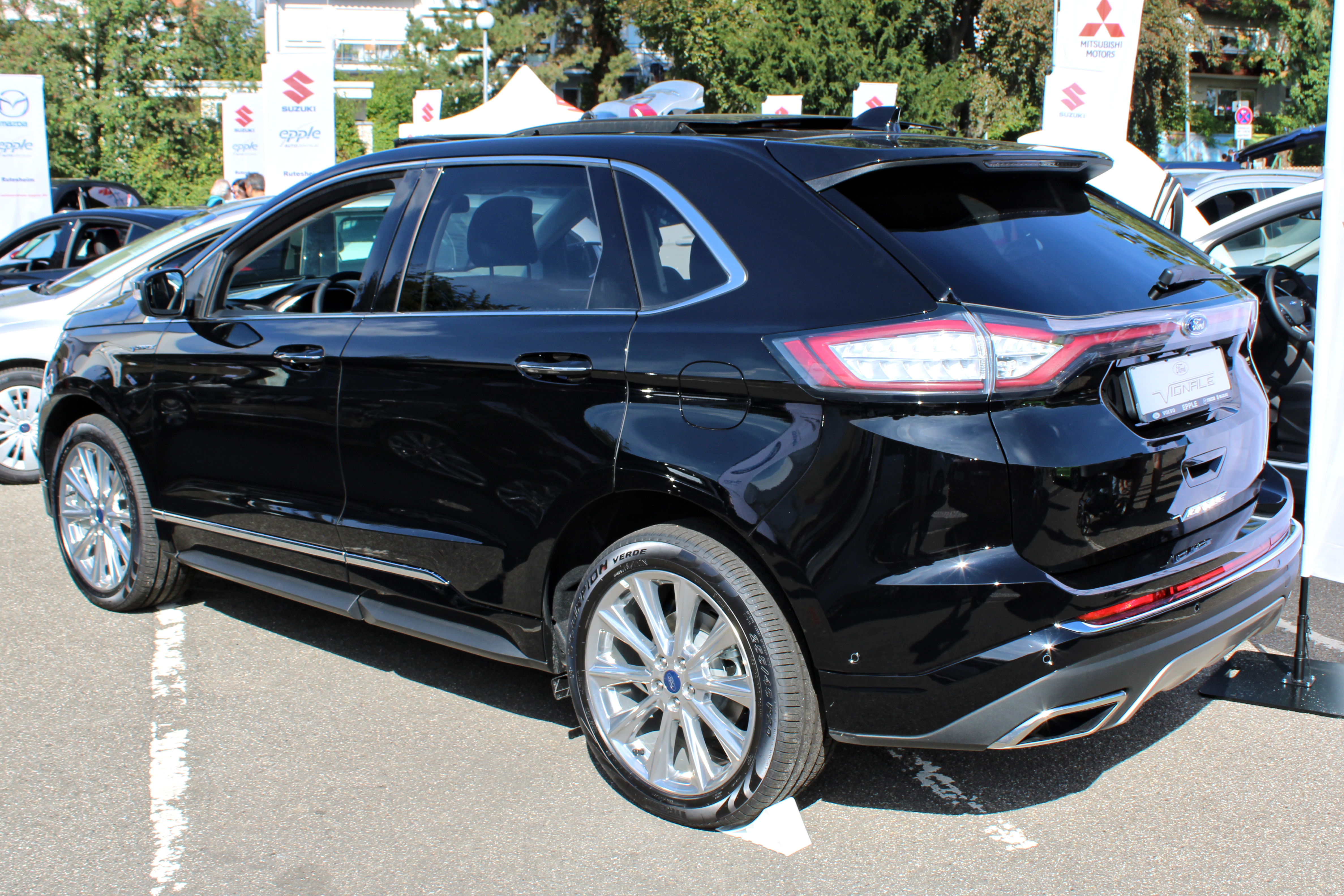
Heckansicht
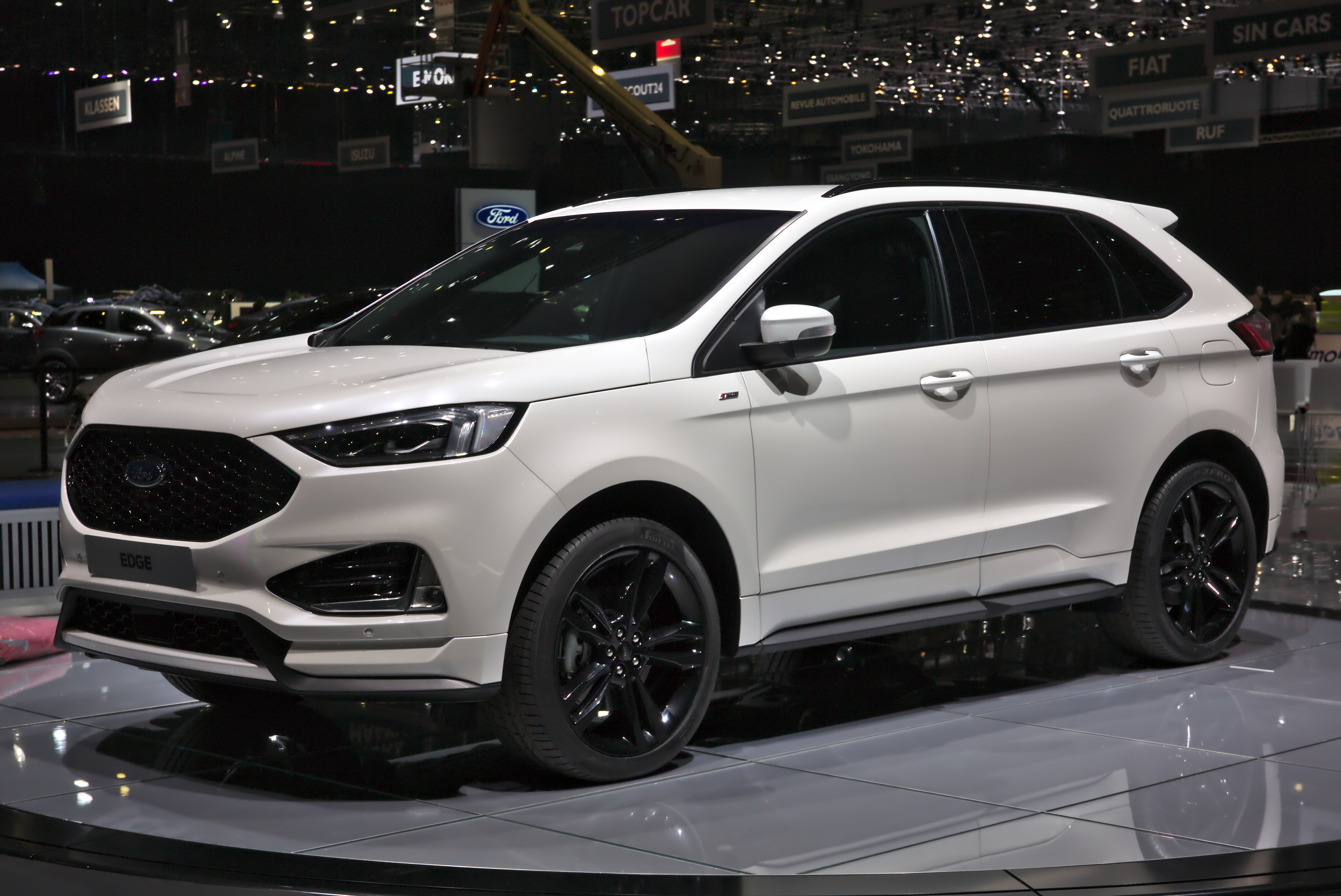
Ford Edge (Facelift) auf dem Genfer Auto-Salon 2018
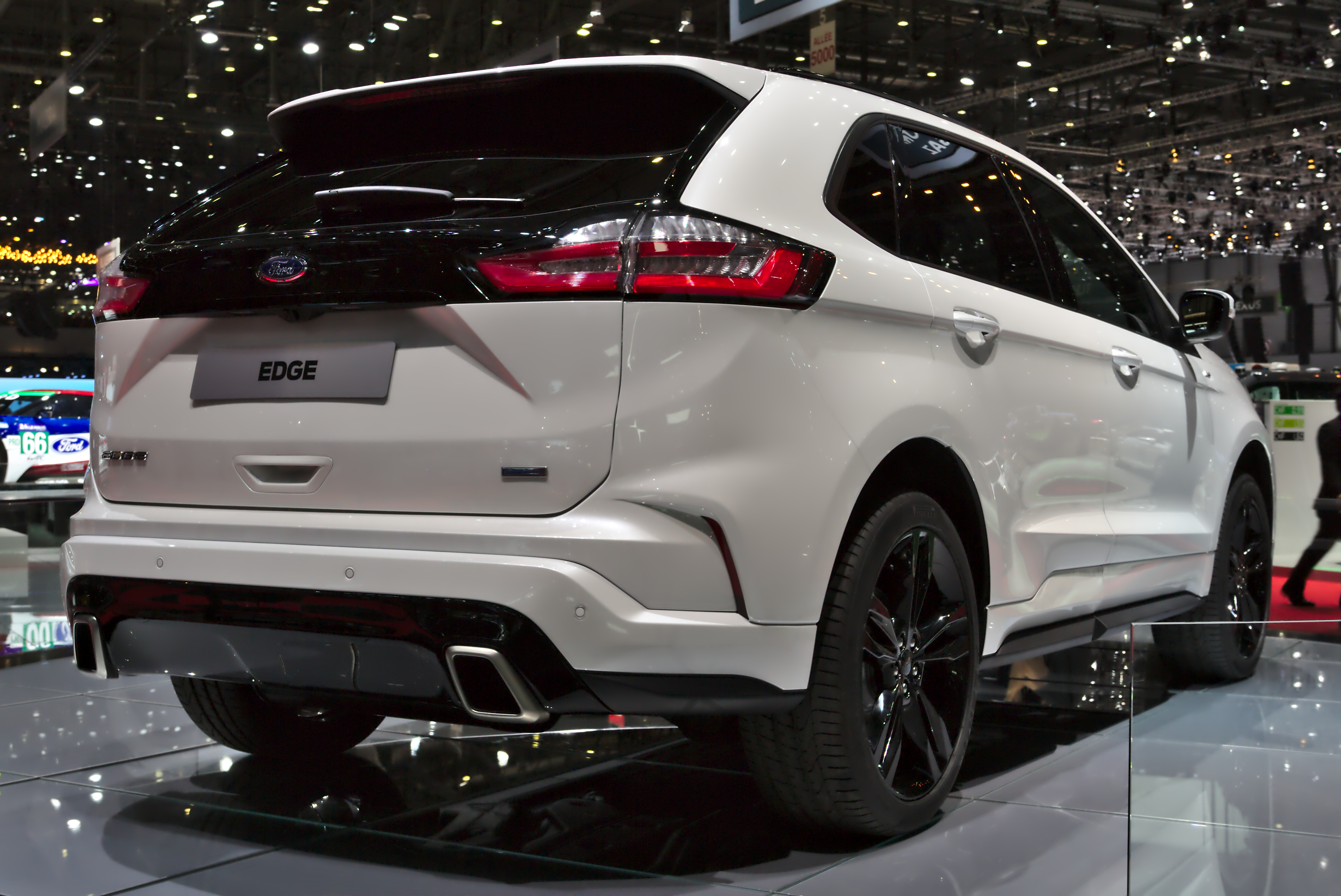
Heckansicht
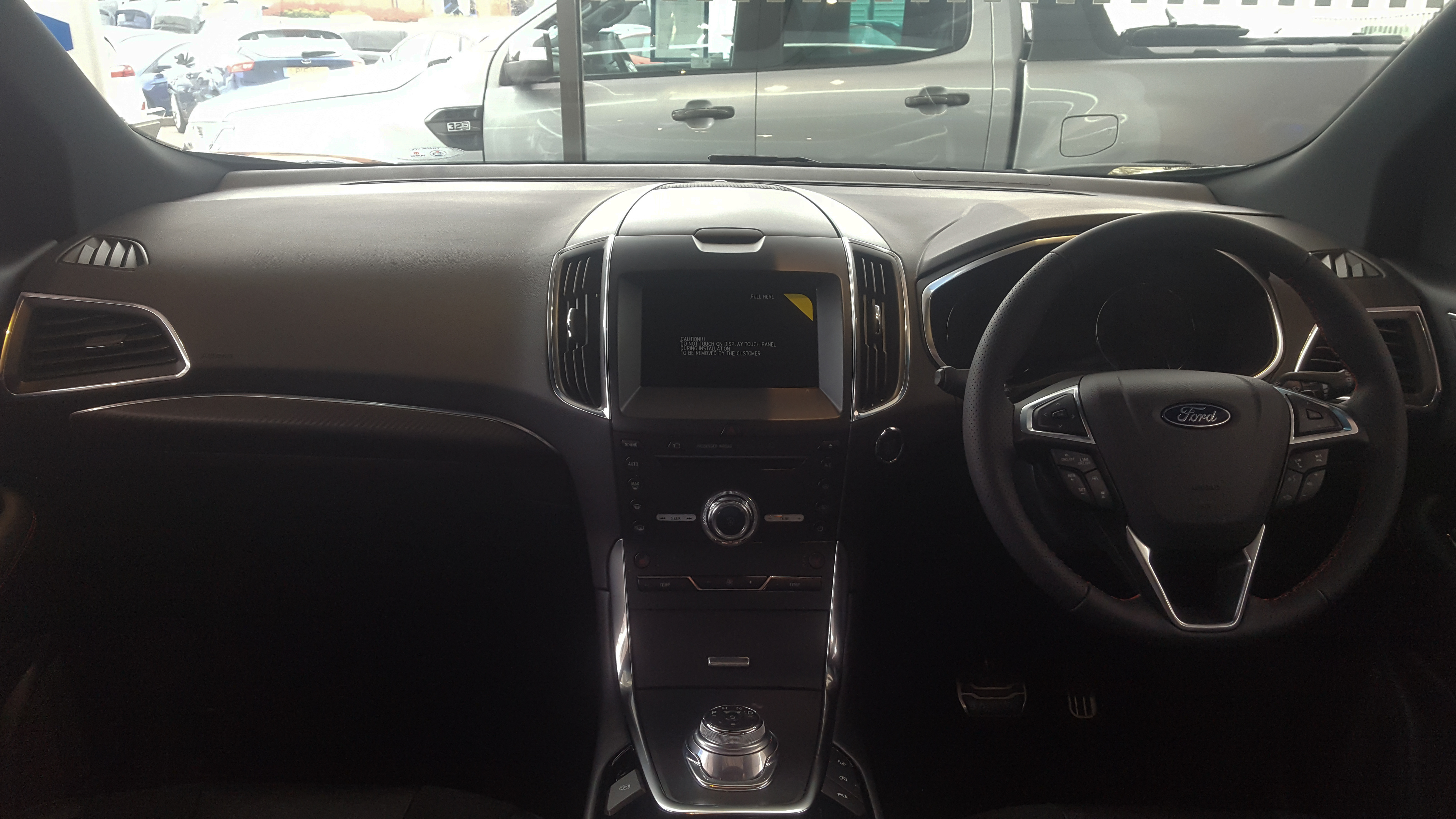
Interior

### Technische Daten
| Modell                             | 2.0 GTDi (1)                                              | 2.0 GTDi (1)                | 2.7 GTDi (1)                | ST (1)                      | 2.0 Ecoblue              | 2.0 TDCi                    | 2.0 Ecoblue                 | 2.0 TDCi Bi-Turbo           | 2.0 Ecoblue Bi-Turbo        |
| ---------------------------------- | --------------------------------------------------------- | --------------------------- | --------------------------- | --------------------------- | ------------------------ | --------------------------- | --------------------------- | --------------------------- | --------------------------- |
| Bauzeitraum                        | 2015–2024                                                 | 2018–2024                   | 2015–2018                   | 2018–2024                   | 08/2019–12/2020          | 06/2016–08/2018             | 08/2018–11/2019             | 06/2016–08/2018             | 08/2018–12/2020             |
| Motortyp                           | R4-Ottomotor                                              | R4-Ottomotor                | V6-Ottomotor                | V6-Ottomotor                | R4-Dieselmotor           | R4-Dieselmotor              | R4-Dieselmotor              | R4-Dieselmotor              | R4-Dieselmotor              |
| Motoraufladung                     | Turbolader                                                | Turbolader                  | Turbolader                  | Turbolader                  | Turbolader               | Turbolader                  | Turbolader                  | Bi-Turbolader               | Bi-Turbolader               |
| Hubraum in cm³                     | 1999                                                      | 1999                        | 2694                        | 2694                        | 1997                     | 1997                        | 1997                        | 1997                        | 1997                        |
| max. Leistung in kW (PS)/bei 1/min | 180 (245)/5500                                            | 186 (253)/5500              | 242 (329)/5500              | 250 (340)/5550              | 110 (150)/3500           | 132 (180)/3500              | 140 (190)/3500              | 154 (210)/3750              | 175 (238)/3750              |
| max. Drehmoment in Nm/bei 1/min    | 350/1750–4500                                             | 380/3000                    | 475/2500–4500               | 515/3250                    | 370/2000                 | 400/2000                    | 400/2000                    | 450/2000                    | 500/2000                    |
| Getriebeart, serienmäßig           | 6-Gang-Automatikgetriebe                                  | 8-Gang-Automatikgetriebe    | 6-Gang-Automatikgetriebe    | 7-Gang-Automatikgetriebe    | 8-Gang-Automatikgetriebe | 6-Gang-Schaltgetriebe       | 6-Gang-Schaltgetriebe       | 6-Gang-Powershift           | 8-Gang-Automatikgetriebe    |
| Antriebsart, serienmäßig           | Vorderradantrieb                                          | Vorderradantrieb            | Allradantrieb               | Allradantrieb               | Vorderradantrieb         | Allradantrieb               | Allradantrieb               | Allradantrieb               | Allradantrieb               |
| Antriebsart, optional              | [Allradantrieb]                                           | [Allradantrieb]             | –                           | –                           | –                        | –                           | –                           | –                           | –                           |
| Höchstgeschwindigkeit in km/h      | 192                                                       | 192                         | 209                         | 209                         | 185                      | 200                         | 203                         | 211                         | 216                         |
| Beschleunigung 0–100 km/h in s     | 8,9–9,1 [9,5–10,0]                                        | 8,2                         | 7,5                         | 6,8                         | 11,2                     | 9,9                         | 10,4                        | 9,4                         | 9,4                         |
| Länge × Breite × Höhe              | 4878 mm × 1925 mm × 1734 mm [4878 mm × 1925 mm × 1770 mm] | 4796 mm × 1928 mm × 1735 mm | 4878 mm × 1925 mm × 1770 mm | 4796 mm × 1928 mm × 1735 mm | 4827 mm × 1928 mm × 1751 | 4808 mm × 1928 mm × 1707 mm | 4808 mm × 1928 mm × 1686 mm | 4808 mm × 1928 mm × 1707 mm | 4834 mm × 1928 mm × 1732 mm |
| Leergewicht in kg                  | 1845–1925 [2030–2060]                                     | 1795 [1870]                 | 2150                        | 2048                        | 2007                     | 1912                        | 2032                        | 1949                        | 2116                        |
| Tankinhalt in l                    | 70 [69]                                                   | 70                          | 69                          | 70                          | 64                       | 64                          | 64                          | 64                          | 64                          |
| Verbrauch kombiniert in l/100 km   | 8,5–9,1 [9,4–10,0] Super                                  | 9,8 [10,2] Super            | 10,6 Super                  | 11,2 Super                  | 5,8–5,9 Diesel           | 5,8–5,9 Diesel              | 5,8 Diesel                  | 5,8–5,9 Diesel              | 6,5–6,6 Diesel              |
| CO2-Emission in g/km               |                                                           |                             |                             |                             | 153–156                  | 149–152                     | 152                         | 149–152                     | 169–171                     |

### Zulassungszahlen
Im ersten Verkaufsjahr 2016 wurden in der Bundesrepublik Deutschland 2.797 Ford Edge neu zugelassen. Zwei davon hatten einen Ottomotor. 2017 hatten wieder zwei von den insgesamt 5.326 ausgelieferten Edge einen Ottomotor. 2018 entfielen alle 3.259 Fahrzeuge auf einen Dieselmotor. 2019 waren es 4.162 von 4.162 und 2020 2.353 von 2.354 Fahrzeugen. 2021 wurden noch 28 Ford Edge neu in Deutschland zugelassen, davon 23 mit Dieselmotor als Lagerfahrzeuge und 5 Importfahrzeuge mit Ottomotor. Insgesamt wurden zwischen 2016 und 2021 in Deutschland 17.926 Edge neu zugelassen.
|  |

|  |

|  |

|  |

|  |

|  |

|  |

|  |

|  |

|  |

|  |

|  |

|  |

|  |

|  |

|  |

|  |

|  |

|  |

|  |

|  |

|  |

|  |

|  |

|  |

|  |

|  |

|  |

|  |

|  |

|  |

|  |

|  |

|  |

|  |

|  |

|  |

|  |

|  |

|  |

|  |

|  |

|  |

|  |

|  |

|  |

|  |

|  |

|  |

|  |

|  |

|  |

|  |

|  |

|  |

|  |

|  |

|  |

|  |

|  |

|  |

|  |

|  |

|  |

|  |

|  |

|  |

|  |

|  |

|  |

|  |

|  |

|  |

|  |

|  |

|  |

|  |

|  |

|  |

|  |

|  |

|  |

|  |

|  |

|  |

|  |

|  |

|  |

|  |

|  |

|  |

|  |

|  |

|  |

|  |

|  |

|  |

|  |

|  |

|  |

|  |

|  |

|  |

|  |

|  |

|  |

|  |

|  |

|  |

|  |

|  |

|  |

|  |

|  |

|  |

|  |

|  |

|  |

|  |

|  |

|  |

|  |

|  |

|  |

|  |

|  |

|  |

|  |

|  |

|  |

|  |

|  |

|  |

|  |

|  |

|  |

|  |

|  |

|  |

|  |

|  |

|  |

|  |

|  |

|  |

|  |

|  |

|  |

|  |

|  |

|  |

|  |

|  |

|  |

|  |

|  |

|  |

|  |

|  |

|  |

|  | Benziner (10) |

|  | Benziner (10) |

|  | Diesel (17.916) |

|  | Diesel (17.916) |